# St. Kilian (Mellrichstadt)

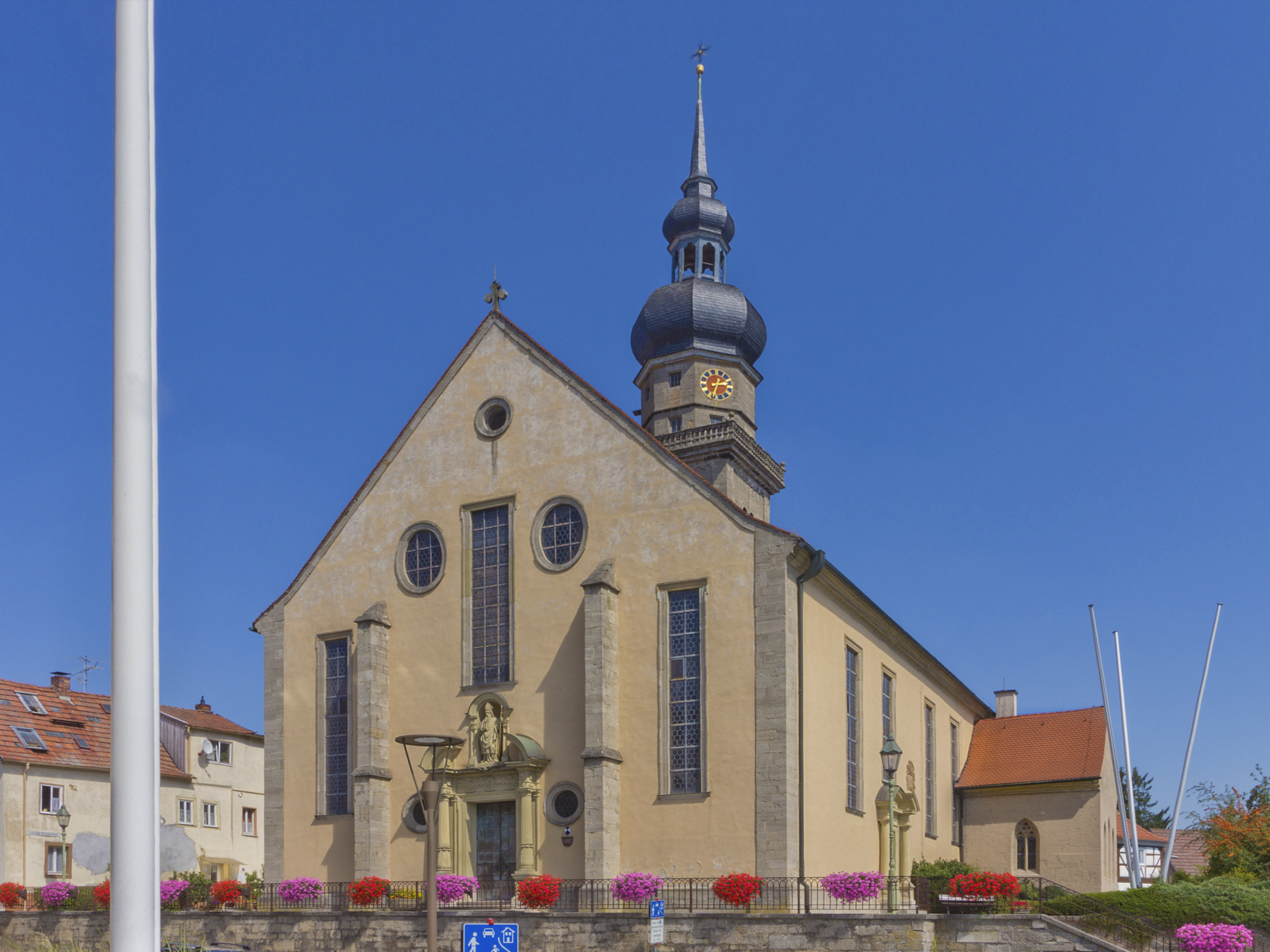
St. Kilian (Mellrichstadt)

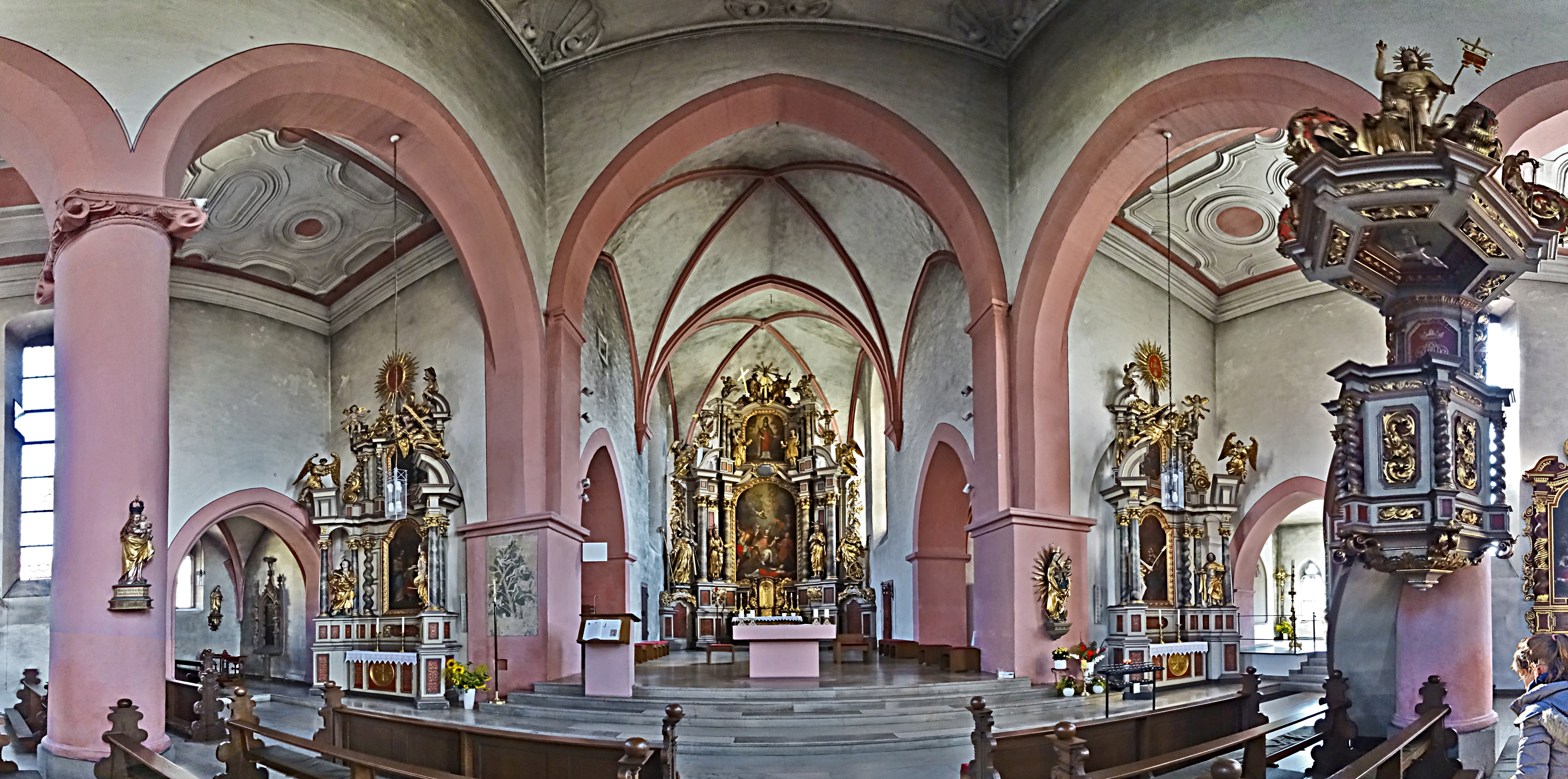
Innenraum-Panorama

Die römisch-katholische Pfarrkirche St. Kilian steht in Mellrichstadt, einer Stadt im unterfränkischen Landkreis Rhön-Grabfeld in Bayern. Der spätromanische Chorflankenturm des denkmalgeschützten Bauwerks stammt aus dem letzten Drittel des 13. Jahrhunderts. Die Pfarrei gehört zur Pfarreiengemeinschaft Franziska Streitel (Mellrichstadt) im Dekanat Bad Neustadt des Bistums Würzburg. Kirchenpatron ist der Hl. Kilian.

## Beschreibung

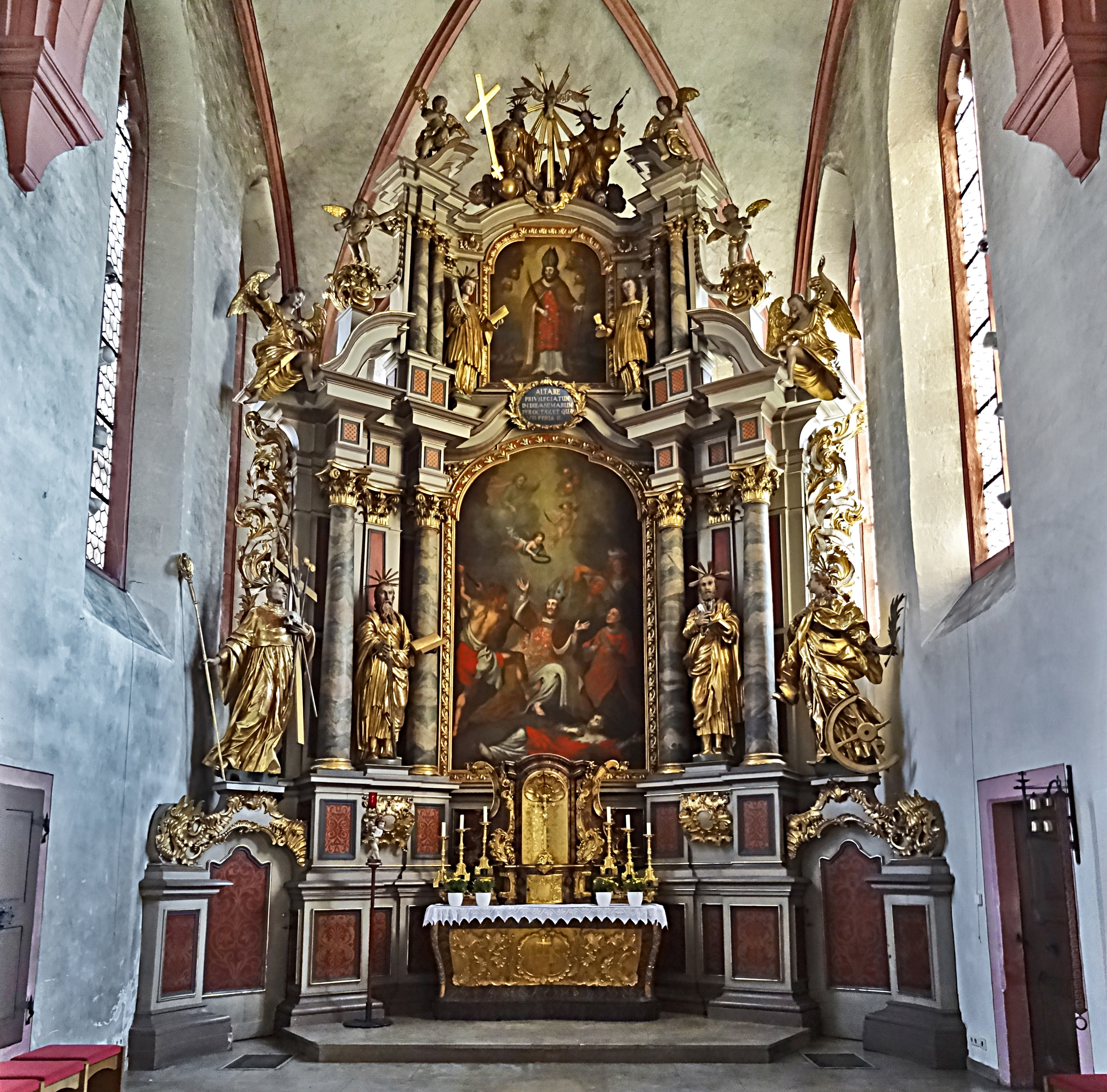
Hochaltar

Das 1614 gebaute Langhaus der Staffelhalle wurde 1710–16 durch den Umbau nach einem Entwurf von Johann Michael Schmitt geprägt. Das mit einem Satteldach bedeckte Langhaus mit vier Jochen besteht aus einem Mittelschiff und zwei niedrigen Seitenschiffen. Am eingezogenen Chor im Osten steht der nördliche Chorflankenturm, vom südlichen sind nach einem Blitzeinschlag 1496 nur Mauern der unteren beiden Geschosse erhalten. Der Chorflankenturm wurde 1624 über einer Plattform mit zwei achteckigen Geschossen aufgestockt und mit einer schiefergedeckten Welschen Haube versehen. Das oberste Geschoss beherbergt die Turmuhr und den Glockenstuhl. Das Portal der von zwei Strebepfeilern gestützten Fassade im Westen ist mit einem Sprenggiebel bedeckt, der von zwei Säulen getragen wird. In der Lücke befindet sich eine Nische, in der die Statue des heiligen Kilian steht. Sowohl das Mittelschiff als auch die Seitenschiffe sind innen mit Flachdecken überspannt, die mit Deckenmalereien versehen sind. Der Chor wird von einem Kreuzrippengewölbe bedeckt.

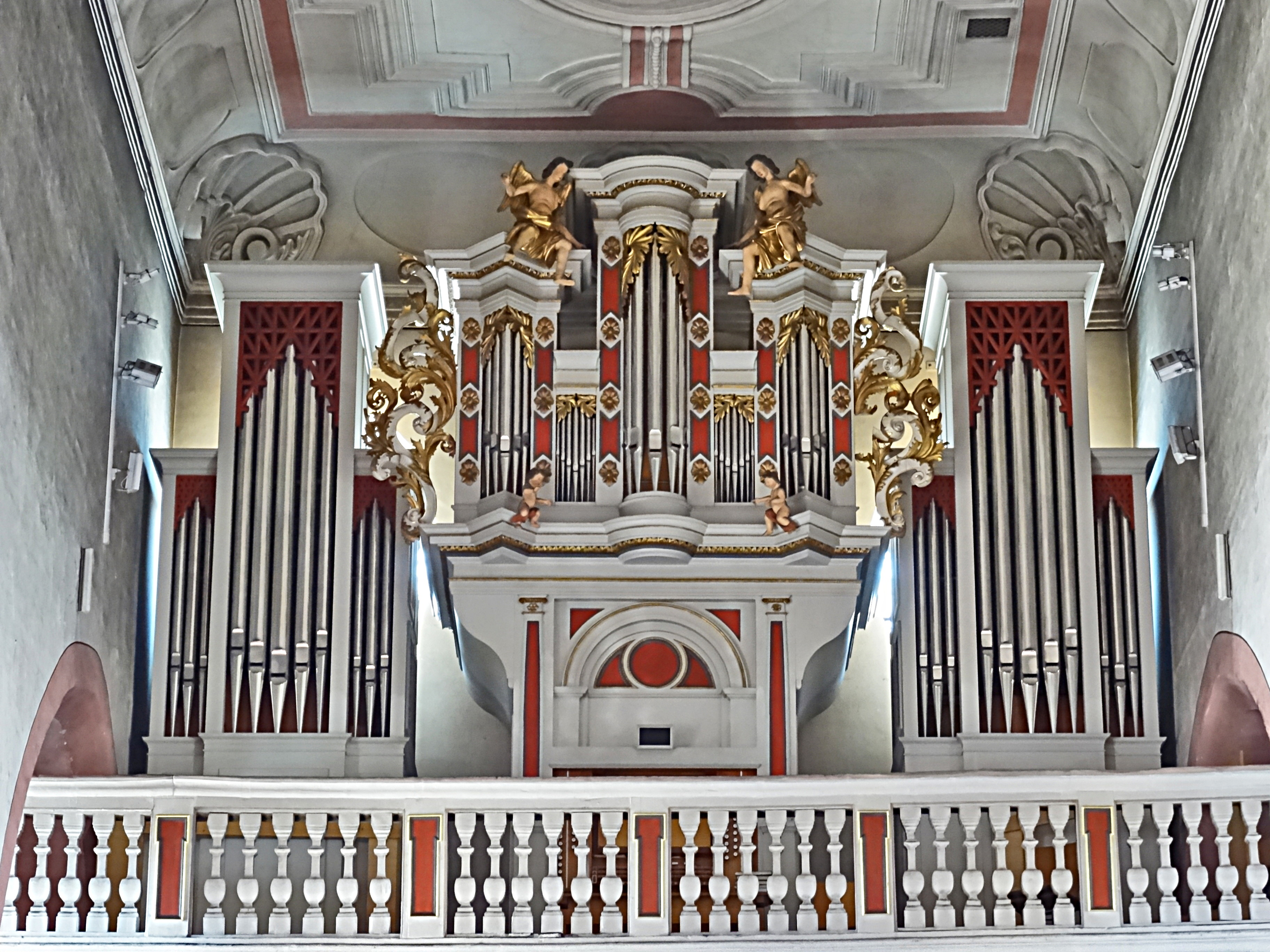
Die Orgel

Der Hochaltar wurde 1722 gebaut. Die barocke Kanzel, die 1715 gebaut wurde, ist mit einem aufwendig dekorierten Schalldeckel versehen, der mit einer Figur des auferstandenen Christus bekrönt ist. Die Orgel mit dem barocken Prospekt steht auf der oberen, der doppelstöckigen Empore. Sie hat 43 Register, 3 Manuale und ein Pedal und wurde 2004 von Hey Orgelbau gebaut.
In der Kirche wurde der Freimaurer und Gründer der Strikten Observanz in Deutschland, Karl Gotthelf von Hund und Altengrotkau beigesetzt. Das Epitaph ist heute noch in der Kirche erhalten.